# Glossaire de l'environnement et de l'écologie
Ce glossaire a pour objectifs de regrouper et de donner des explications courtes des termes utilisés pour les questions environnementales telles que l'écologie, la biodiversité, les conséquences du réchauffement climatique etc. Il doit être complété et enrichi...
- Haut – A
- B
- C
- D
- E
- F
- G
- H
- I
- J
- K
- L
- M
- N
- O
- P
- Q
- R
- S
- T
- U
- V
- W
- X
- Y
- Z

## A
- Abiotique (facteur) : adj. purement physico-chimiques, par opposition aux facteurs biotiques qui sont le fait d'êtres vivants.
- Acclimatée : se dit d'une espèce exotique bien installée dans un milieu mais ne s'y reproduisant pas de façon sexuée[1]
- Acétamipride : insecticide de la famille des néonicotinoïdes (NNi) très utilisé, dans le monde entier, principalement dans la culture des végétaux.
- Acide aminé : élément de base de la structure des protéines dans lesquelles ils sont liés les uns aux autres par des liaisons amide (ou liaison peptidique).
- Acide trifluoroacétique (TFA) : composé organofluoré de très petite dimension parmi les PFAS.
- Acidification des océans : diminution du pH de l’eau de mer due à l’absorption de dioxyde de carbone anthropique.
- Adaptation : ajustement fonctionnel de l’être vivant au milieu.
- ADN : abréviation pour acide désoxyribonucléique. Macromolécule constituée de 4 bases (adénine, cytosine, guanine ou thymine) liée au désoxyribose, lui-même lié à un groupe phosphate. Présent dans toutes les cellules ainsi que chez de nombreux virus, l’ADN contient l’information génétique de tous les êtres vivants.
- ADN environnemental ou ADNe : traces ADN que les différentes espèces laissent dans leurs habitats, mesuré par séquençage de l’ensemble des fragments d’ADN que l’on trouve dans un environnement donné.
- Adret : versant le plus ensoleillé d’une montagne (en général orienté vers le sud). Il est le versant le plus favorable à la végétation, aux cultures et à l’habitat. Opposé à l’ubac.
- Aérobie : organisme vivant ayant besoin de dioxygène pour subsister et se développer
- Agence nationale de sécurité sanitaire de l'alimentation, de l'environnement et du travail (ANSES) : établissement public français ayant pour mission l'évaluer des risques sanitaires dans les domaines de l'alimentation, de l'environnement et du travail, en vue d’éclairer la décision publique.
- Agribashing : le terme, controversé, désigne selon le syndicat FNSEA « un présupposé dénigrement systématique du monde de l'agriculture »[2].
- Agriculture alternative : mouvement social qui défend les petits agriculteurs et la protection de l'environnement et qui critique la modernisation de l'agriculture.
- Agriculture biodynamique : système de production agricole sans intrants de synthèse, issu de l'anthroposophie[3].
- Agriculture biologique ou AB : méthode de production agricole visant à respecter les systèmes naturels, à maintenir l’état du sol et la santé des végétaux et des animaux en respectant un cahier des charges précis.
- Agriculture de conservation (AC) ou agriculture de conservation des sols (ACS) : ensemble de techniques culturales simplifiées destinées à maintenir et améliorer le potentiel agronomique des sols.
- Agriculture de précision : pratiques agricoles visant à optimiser le rendement et les investissements au niveau de la parcelle en utilisant de nouvelles technologies telles que l’imagerie satellitaire et l'informatique.
- Agriculture durable (anciennement soutenable, traduction alternative de l'anglais sustainable) : système de production agricole qui vise à réduire l'impact environnemental de l'agriculture en protégeant la biodiversité, l'eau et les sols qui lui sont nécessaires.
- Agriculture intégrée : pratique agricole visant à minimiser le recours aux intrants extérieurs à l’exploitation agricole en mettant en œuvre des rotations longues et diversifiées et en restituant les résidus de cultures et des déjections animales au sol.
- Agriculture paysanne : modèle de production agricole axé vers la recherche d’autonomie dans le fonctionnement de l’exploitation tout en respectant l’environnement.
- Agriculture raisonnée :  mode de gestion des productions agricoles, cherchant à minimiser l’impact de l’agriculture sur l’environnement en optimisant les intrants tout en maintenant la rentabilité économique des exploitations.
- Agriculture régénératrice ou régénérative : philosophie de la production agricole et ensemble de techniques adaptables fortement influencés par la permaculture.
- Agriculture vivrière : agriculture essentiellement tournée vers l'autoconsommation et l'économie de subsistance. La production y est rarement excédentaire.
- Agriculture urbaine ou périurbaine : (AUP) : forme émergente ou réémergente de pratiques agricoles effectuées en ville.
- Agrobiodiversité ou biodiversité agricole désigne la diversité des espèces, la diversité génétique et celle des écosystèmes associés ou créés par l'agriculture.
- Agrivoltaïque : système de production associant la production agricole et la productio d'électricité voltaïque.
- Agroécologie : ensemble de théories et de pratiques agricoles prenant en compte les connaissances de l'écologie, de la science agronomique et du monde agricole.
- Agroécosystème ou agrosystème ou écosystème cultivé ː écosystème, terrestre ou aquatique, modifié par l’homme afin d'exploiter une part de la matière organique qu'il produit, généralement à des fins alimentaires.
- Agroforesterie : mode d’exploitation des terres agricoles associant des arbres et des cultures ou de l'élevage afin d'obtenir des produits ou services utiles à l'Homme.
- Agrophilosophie (essai) : ouvrage de Gaspard Koenig, mêlant des références philosophiques, des découvertes botaniques et des réflexions politiques,
- Agrosylvopastoralisme : activité de production qui associe pastoralisme et agriculture à un environnement forestier arboricole.
- Albédo : pouvoir réfléchissant d’une surface, soit la fraction de l’énergie solaire qui est réfléchie vers l’espace.
- Allèle : se dit de l’une ou l’autre de deux ou plusieurs variantes d’un gène qui ont la même position relative sur les chromosomes homologues et qui sont responsables de caractéristiques différentes.
- Allélopathie : ensemble des interactions biochimiques positives ou négatives réalisées par les plantes entre elles, ou avec des micro-organismes.
- Aménité : aspect de l'environnement appréciable et agréable pour l'humanité.
- (Les) Amis de la Terre : organisation non gouvernementale (ONG) internationale de protection de l'homme et de l'environnement créée en 1969 aux États-Unis.
- Amphibiens : anciennement appelés batraciens, ils forment une classe de vertébrés tétrapodes ayant la particularité d’avoir une vie larvaire aquatique et une vie adulte aérienne.
- Anaérobie : organisme existant en l’absence du dioxygène, opposé à « aérobie ».
- Anémochorie : dispersion des plante par le vent.
- Anémophilie : transport du pollen et fécondation assurés par le vent.
- ANSES : établissement public français ayant pour mission l'évaluation des risques sanitaires dans les domaines de l'alimentation, de l'environnement et du travail, en vue d’éclairer la décision publique.
- Anthropisation : en écologie, transformation de paysages, d’écosystèmes ou de milieux semi-naturels sous l’action de l’homme.
- Anthropocène : néologisme désignant une nouvelle époque géologique ayant débuté avec la révolution industrielle.
- Anthropocentrisme : philosophie qui considère l’homme comme l’entité centrale de l’Univers.
- Antibiotique : substance naturelle, ou produit de synthèse, qui empêche la croissance des bactéries ou les détruit.
- Anti-écologisme (ou anti-environnementalisme) : tendance libérale qui, sans avoir une volonté de nuire, s'oppose aux politiques prônant une réglementation environnementale stricte.
- Apomixie : production de graines identiques à la plante mère sans fécondation. type particulier de parthénogenèse.
- Aquaponie :  système de production alimentaire durable qui unit la culture de plantes et l'élevage de poissons.
- Aquifère : sol ou une roche réservoir originellement poreuse ou fissurée, contenant une nappe d'eau souterraine et suffisamment perméable pour que l'eau puisse y circuler librement.
- Arbre phylogénétique : représentation schématique des relations de parenté entre des groupes d’êtres vivants.
- Arbre urbain ou arbre en ville : arbre présent en ville, qu'il y soit spontané ou introduit par l'homme et pouvant notamment contribuer à l'amélioration de la qualité de l'air en ville.
- Archées : microorganismes unicellulaires procaryotes, constitués d'une cellule unique qui ne comprend ni noyau ni organites.
- ARN : abréviation d'acide ribonucléique.
- Arrêté préfectoral de protection de biotope ou APPB est un type d'aires protégées en France permettant au préfet de réglementer ou d'interdire certaines activités humaines, dans l'objectif de protéger les milieux de vie d'espèces protégés au niveau national.
- Association : relations réciproques entre plusieurs individus ou espèces dans un écosystème.
- Auto écologie : étude des individus pris séparément dans leurs milieux (ou biotope).
- Autotrophie : production, par un organisme vivant, de toute la matière organique nécessaire pour son propre développement et sa croissance.
- Auxiliaire des cultures : organisme vivant facilitateur de la production agricole grâce aux services écosystémiques qu'il rend. Il s'agit soit d'antagoniste aux organismes nuisibles des cultures, soit de pollinisateur.

## B
- Balance bénéfice-risque : comparaison du risque d'un traitement avec les éventuels bénéfices de ce traitement.
- Bande enherbée :  couvert végétal linéaire bordant une parcelle de culture.
- Banques de graines : lieux protégés où on maintient ex-situ et souvent en congélation des graines de plantes sauvages ou cultivées.
- Bassine : surface en eau lentique, d'origine anthropique.
- Bassin versant ː l’ensemble de la surface qui reçoit les eaux qui circulent vers un même cours d’eau ou vers une même nappe d’eau souterraine.
- Battance : caractère d'un sol qui tend à se désagréger et à former une croûte en surface sous l'action de la pluie ou d'un piétinement important.
- BBNJ : Traité des Nations Unies sur la haute mer ou traité sur la biodiversité au-delà de la juridiction nationale (en anglais Biodiversity Beyond National Jurisdiction treaty : instrument juridique contraignant visant à la conservation et l'utilisation durable de la diversité biologique marine y compris dans les eaux internationales
- Bien-être animal : problématique concernant l'amélioration de la condition animale quand elle est dégradée par l'utilisation et l'exploitation des animaux d'élevage.
- Bilan carbone : ensemble de méthodes permettant de mesurer et de suivre la quantité de gaz à effet de serre (GES) qu'une organisation (entreprise, administration publique, association...) émet du fait de son activité.
- Biocénose : Ensemble des êtres vivants qui coexistent dans le biotope et par leurs interactions constituent un écosystème.
- Biocontrôle : ensemble des méthodes de protection des végétaux qui utilisent des mécanismes naturels.
- Biodégradable : (adjectif) susceptible, grâce à l'action de divers organismes, de se décomposer en éléments divers sans créer d'effets dommageables sur le milieu naturel.
- Biodisponibilité : degré auquel des substances chimiques présentes dans le sol peuvent être absorbées ou métabolisées ou être disponibles pour différentes espèces vivantes.
- Biodiversité : variété des formes de vie sur Terre, y compris la diversité des espèces, des écosystèmes et des gènes.
- Biodiversité cultivée : ensemble des espèces cultivées par les hommes surtout pour l'alimentation humaine et animale mais aussi pour la construction, l'habillement, l'énergie...
- Biodiversité du sol : variété des formes de vie, animales, végétales et microbiennes présentes dans un sol pour au moins une partie de leur cycle biologique.
- Biodynamie : système de production agricole basé sur un dogme pseudo-scientifique de l'anthroposophie.
- Bioéconomie : désigne plusieurs théories et pratiques telles que l'approche économique des comportements biologiques , la gestion des ressources halieutiques commerciales ou plus largement aujourd'hui la somme des activités fondées sur les bioressources.
- Biofumigation :  pratique agronomique qui consiste à broyer finement un couvert végétal mis en place pendant la période d’interculture, puis incorporer les résidus dans le sol. Cela provoque la libération de composés organiques volatils toxiques pour certains prédateurs. Les plantes principalement utilisées en biofumigation sont des Brassicaceae.
- Biogéographie : étude de la répartition de la vie sur la Terre par la géographie physique, la pédologie, l'écologie, la bioclimatologie et la biologie de l'évolution.
- Biomasse : masse totale des organismes vivants dans un biotope.
- Biome : ensemble d’écosystèmes caractéristiques d’une aire biogéographique.
- Biométrie : étude quantitative des êtres vivants.
- Biomimétisme : capacité à reproduire les organismes vivants.
- Biopesticide : forme de pesticides basée sur des micro-organismes ou des produits naturels.
- Bioremédiation : décontamination de milieux pollués à l'aide de microorganismes capables de détoxifier des éléments.
- Biosphère : milieux d'existence de l'ensemble des organismes vivants.
- Bioturbation :  réarrangement physique du matériel pédologique ou des sédiments grâce au remaniements dû à des organismes vivants au niveau du sol ou des fonds marins.
- Biotiques (facteurs...) : ensemble des interactions du vivant dans un écosystème
- Biotope : lieu de vie défini par des caractéristiques physiques et chimiques relativement uniformes.
- Bloom planctonique : aussi appelé efflorescence algale ou planctonique, c'est une prolifération relativement rapide de la concentration de quelques espèces d’algues, généralement appartenant au phytoplancton, dans un système aquatique d’eau douce, saumâtre ou salée.
- Bryophytes : embranchement du règne végétal, les bryophytes (mousses, hépatiques, sphaignes…) ne possèdent pas de véritable système vasculaire.

## C
- Calotte glaciaire : masse de glace de la taille d'un continent, qui s’écoulent sous son propre poids. Actuellement existent les calottes du Groenland et de l’Antarctique.
- Canopée : étage supérieur de la forêt, directement influencée par le rayonnement solaire.
- Captage et valorisation du dioxyde de carbone ou captage et utilisation du carbone (en anglais CCU) : processus de captage du dioxyde de carbone dans le but de le recycler pour une utilisation ultérieure.
- Catalyse : élément qui accélère ou ralentit une réaction chimique. C’est en particulier le cas des enzymes.
- Centrale nucléaire : site industriel destiné à la production d'électricité, comprenant un ou plusieurs réacteurs nucléaires.
- Cerema : le Centre d'études et d'expertise sur les risques, l'environnement, la mobilité et l'aménagement coordonne des moyens à mettre en œuvre.
- Certificat d'économie de produits phytosanitaires : dispositif réglementaire concernant l'agriculture.
- Chaîne alimentaire ou réseau trophique : échanges d'éléments tels que le carbone et l'azote entre les différents être vivants (végétaux autotrophes et les hétérotrophes).
- Chalutage de fond : pêche au chalut destructrice.
- Changement climatique (anthropique) : modifications à long terme des températures et des évènements météorologiques sur la Terre, principalement dues aux activités humaines émettrices de gaz à effet de serre.
- Changement climatique en Antarctique : causé par les émissions de gaz à effet de serre provenant des activités humaines, il se traduit par l'effondrement progressif de la calotte glaciaire.
- Charbon actif : granulés ou de poudre, issus de la calcination de matériaux carbonés présentant des propriétés d’adsorption importantes notamment vis-à-vis des micropolluants organiques.
- Chélicérates : groupe d’arthropodes portant des chélicères comprenant les mérostomes (limules) et les arachnides (araignées, scorpions, etc.).
- Chimiosynthèse : synthèse de substances organiques sous l'effet d'une source d'énergie chimique.
- Chimiotropisme : croissance d'un organe ou déplacement d'une cellule par rapport à un gradient de concentration chimique.
- Chlordécone : insecticide organochloré toxique, écotoxique et persistant.
- Chloroplaste : organite du cytoplasme des cellules eucaryotes réalisant la photosynthèse.
- Chorologie : étude explicative de la répartition géographique des espèces vivantes et de ses causes.
- CIRED : laboratoire d'études des tensions entre environnement, gestion à long terme des ressources naturelles, et le développement économique.
- Climat : conditions de l'atmosphère terrestre dans une région donnée pendant une période donnée.
- Climatoscepticisme : attitude de déni du dérèglement climatique actuel.
- Climat et santé : un lien étroit existe entre le climat et la santé, le premier influençant la seconde.
- Climax : état final d'une succession écologique et l'état le plus stable dans les conditions existantes de terrain et du climat.
- Collapsologie : courant de pensée transdisciplinaire envisageant les risques, causes et conséquences d'effondrements environnementaux et sociétaux de la civilisation industrielle.
- Combustible fossile : combustible riche en carbone hydrocarbure, issu de la transformation lente de matière organique enfouie dans le sol depuis plusieurs millions d'années.
- Comité de surveillance biologique du territoire ou « CSBT » : organisme chargé d'évaluer et suivre l'état sanitaire et  « phytosanitaire » des végétaux (notamment dans l'agriculture et la sylviculture).
- Commensalisme : interaction biologique naturelle entre deux êtres vivants dans laquelle l'hôte fournit une partie de sa propre nourriture au commensal.
- Compétition : rivalité entre les espèces vivantes pour l'accès aux ressources limitées du milieu.
- Compostage : traitement biologique de déchets organiques par fermentation aérobie permettant d'obtenir du compost.
- Compte carbone : quota annuel d'émissions de gaz à effet de serre.
- Conférence des Parties (COP) : Conférence  mondiale pour établir des conventions internationales.
- Conservation (Biologie de la...) : discipline traitant de la perte, du maintien ou de la restauration de la biodiversité.
- Conservation ex situ : conservation de la faune et de la flore sauvages hors de son milieu naturel.
- Conservation in situ : conservation de la faune et de la flore sauvages dans son milieu naturel.
- Continuité écologique ou connectivité écologique : se définit comme la libre circulation des espèces, une hydrologie proche des conditions naturelles et le bon déroulement du transit sédimentaire dans les cours d’eau.
- Convention citoyenne pour le climat (CCC) : assemblée de 150 citoyens français tirés au sort, constituée en 2019 par le Conseil économique, social et environnemental, pour formuler des propositions sur le changement climatique.
- Convergence évolutive : mécanismes évolutifs amenant des espèces à adopter indépendamment plusieurs traits physiologiques, morphologiques, parfois comportementaux semblables en étant soumises à des contraintes environnementales similaires.
- Convection atmosphérique : ensemble des mouvements internes de l'atmosphère terrestre résultant d'une instabilité de l'air due à une différence de température verticale ou horizontale.
- COP : Conférence mondiale pour l'établissement de conventions internationales : COP 1, COP 2, .....COP 30.
- Corridor biologique : milieux reliant entre eux différents habitats vitaux pour une espèce ou une population.
- Corridor climatique : itinéraire possible pour la migration d'une population animale menacée.
- COS : carbone organique du sol.
- Couche d'ozone ou ozonosphère : couche située en haute altitude. En absorbant la plus grande partie du rayonnement solaire ultraviolet, elle protège  les êtres vivants et les écosystèmes.
- Couvert végétal : végétation recouvrant dans un espace donné le sol de manière permanente ou temporaire.
- Croissance qualitative ou croissance verte : croissance prenant en compte l'économie du social et de l'environnement en faisant intervenir une fonction de production  par des ressources naturelles à côté des facteurs produits par l’homme.
- Culture intermédiaire : culture implantée entre la récolte d’une culture principale et le semis de la culture suivante pendant une période plus ou moins longue appelée «interculture».
- Culture intermédiaire piège à nitrates (CIPAN) :  culture dérobée dont le rôle principal est de capter une partie du reliquat mobile azoté restant de la culture précédente, afin d'éviter sa lixiviation.
- Cycles biogéochimiques : processus de transformation cyclique d'un élément chimique entre les différentes couches de la biosphère.

## D
- Charles Darwin : naturaliste et paléontologue dont les travaux sur l'évolution des espèces vivantes sur terre ont révolutionné la biologie.
- Débit d’étiage : débit minimum d'un cours d'eau en période de basses eaux.
- Débit réservé :  débit minimal éventuellement augmenté des prélèvements autorisés sur un tronçon de cours d’eau, garantissant en permanence la vie, la circulation et la reproduction des espèces présentes.
- Décarbonation ou décarbonisation : bilan de la réduction progressive de la consommation de dioxyde de carbone et de méthane.
- Décarbonation de l'industrie en France : réduction progressive de la consommation d'énergies primaires émettrices de gaz à effet de serre dans le secteur de l'industrie en France.
- Déchet radioactif : déchet qui, du fait du niveau de sa radioactivité, nécessite des mesures particulières.
- Déchets biodégradables : déchets constitués, pour l'essentiel, de matière organique naturelle pouvant être décomposés, plus ou moins rapidement, par des bactéries et/ou des microchampignons avant d’être réintégrés par les écosystèmes.
- Déchets en mer : déchets créés par l’homme qui ont été délibérément ou accidentellement rejetés dans un lac, une mer, un océan ou un cours d’eau.
- Déclin des populations d'insectes : disparition d'espèces ou réduction de la population globale d'insectes.
- Déforestation : recul des forêts d'origine anthropique ou naturelle.
- Dégradation des sols : processus correspondant à la rupture d'équilibre d'un sol antérieurement caractérisé par une structure stable, généralement liée à l'action de l'homme.
- Déméter peut faire référence à :
  - Déméter, déesse de l'agriculture et des moissons
  - Demeter, association gérant une marque de certification  de l'agriculture biodynamique..
  - Déméter : cellule de la gendarmerie nationale française chargée de la lutte contre l'Agribashing
- Déni du changement climatique : attitude climatosceptique.
- Dépendance au pétrole : composante importante du problème énergétique visant à résoudre la transition énergétique et la sortie des énergies fossiles.
- Désertification : dégradation des sols ayant pour origine des changements climatiques et/ou les conséquences des activités humaines. Il se traduit par une dégradation des terres menant à un biome de type désertique.
- Dessication : élimination de l’eau contenue dans une substance.
- Déterminisme : théorie selon laquelle chaque événement est déterminé par les événements passés conformément aux lois de la nature.
- Dette écologique : concept qui désigne une forme de dette non monétaire. Elle peut être liée aux menaces qui vont peser sur les générations futures ou à la détérioration de zones géographiques.
- Diapause : diminution des activités métaboliques d'un organisme vivant.
- Directive nitrates : concerne la protection des eaux contre la pollution par les nitrates à partir de sources agricoles.
- Développement durable : concept visant à répondre aux besoins du présent sans compromettre la capacité des générations futures à répondre aux leurs.
- Diatomées :  organismes unicellulaires présents dans tous les milieux aquatiques constituants majeurs du phytoplancton.
- Diatomite : roche sédimentaire formée par l’accumulation en grande quantité de diatomées fossilisées.
- Dôme de chaleur : mécanisme qui provoque la canicule par blocage d’un système de haute pression.
- Droit de l'environnement : règles juridiques visant la protection, la gestion ou la restauration de l'environnement contre les perturbations écologiques sous toutes leurs formes.
- Durabilité : configuration de la société humaine qui lui permet d'assurer sa pérennité.
- Dynamique des populations : fluctuation dans le temps du nombre d'individus au sein d'une population d’êtres vivants sous l'influence des variations de l'environnement.

## E
- Eau souterraine : eau située sous la surface du sol.
- Éco-anxiété ou écoanxiété : forme d'anxiété liée à un sentiment d'impuissance face aux problématiques environnementales contemporaines (dérèglement climatique, destruction des écosystèmes, multiplication des catastrophes naturelles, etc.).
- Écoblanchiment ou greenwashing : méthode de marketing consistant à communiquer auprès du public en utilisant l'argument écologique de manière trompeuse pour améliorer son image
- Écobuage : pratique agricole ancestrale consistant à brûler la végétation présente avant la mise en culture d'une terre.
- Écocide : destruction d'un écosystème du fait d'activités réalisées par des hommes.
- Écofascisme ou écototalitarisme ou écoautoritarisme : qualificatif idéologique parfois utilisé pour parler des lois environnementales promulguées par l'Allemagne nazie dans les années 1930 et  servant aussi d'insulte politique contre les mouvements écologistes pour leur autoritarisme supposé. Ce terme peut également désigner certaines dérives antihumanistes et réactionnaires de certains courants de l'écologie politique. Il peut enfin qualifier certains mouvements et figures d'extrême droite se réappropriant les thèmes de l'écologie et de la nature.
- Écologie de la restauration : science qui sert de base théorique aux pratiques de restauration ou de réhabilitation des écosystèmes.
- Écologie du paysage : étude des processus écologiques à l'échelle des paysages.
- Écologie des populations ou démécologie : étude des variations de la taille des populations et de l’occurrence de caractéristiques génétiques, phénotypiques, comportementales et culturelles au sein des populations.
- Écologie ou écologisme : différence des sens de deux termes utilisés en écologie
- Écologie des transports : science du système homme-transport-environnement.
- Écologie fonctionnelle : centrée sur les rôles et fonctions que les individus et espèces jouent dans leur biocénose, elle s'intéresse moins à la diversité des espèces qu'à la manière dont celles-ci interagissent.
- Écologie politique : ensemble de courants qui traite des enjeux écologiques dans l'action politique et dans l'organisation sociale.
- Écologie urbaine : étude de la ville comme écosystème.
- Écologisme ou environnementalisme :  idéologie ou philosophie dont l'orientation de l'activité politique ou parapolitique vise au respect, à la protection, à la préservation ou à la restauration de l'environnement.
- Économie circulaire : modèle économique dont l’objectif est de produire des biens et des services de manière durable
- Économie écologique : branche de l'économie en interface avec l'écologie, traitant de l'interdépendance et de la coévolution entre les sociétés humaines et les écosystèmes dans le temps et l'espace.
- Économie verte : activité économique permettant une amélioration du bien-être humain et de l’équité sociale tout en réduisant de manière significative les risques environnementaux et la pénurie de ressources.
- Écophysiologie : étude des réponses comportementales et physiologiques des organismes à leur environnement.
- Écophyto : plan gouvernemental français de réduction d'usage, agricole et non agricole, des pesticides.
- Écosphère : ensemble des écosystèmes dans lesquels plusieurs niveaux interagissent les uns avec les autres.
- Écosystème : ensemble formé par une association d’êtres vivants (biocénose) et son environnement (biotope) biologique, géologique, édaphique, hydrologique, climatique, etc.
- Écotoxicologie : discipline scientifique récente située à l'interface entre l'écologie et la toxicologie.
- Écotype : variété ou population génétiquement distincte d'une espèce donnée qui présente des caractéristiques adaptées à des habitats différents.
- Édaphologie ou agrologie : étude des sols en tant qu'habitat naturel pour les espèces édaphiques, particulièrement les végétaux.
- Effets du changement climatique sur la santé humaine : les maladies liées à l'alimentation et à l'accès à l'eau, ainsi que les zoonoses et les maladies cardiovasculaires et rénales augmentent avec la chaleur.
- Effondrement de la calotte gaciaire : disparition progressive de la banquise liée à l'évolution du climat.
- Effondrement écologique ou « collapsus écologique » : scénario de crise écologique majeure caractérisé par un effondrement brutal des écosystèmes.
- Électricité décarbonée : produite à partir d'énergie primaire non-fossile.
- Élévation du niveau de la mer ou remontée du niveau marin : phénomène mondial résultant du réchauffement climatique estimé à plus de 3,5 mm par an.
- Émission de dioxyde de carbone : rejet de  gaz carbonique dans l'atmosphère terrestre, quelle qu'en soit la source.
- Empreinte carbone ou contenu carbone :  mesure des émissions de gaz à effet de serre d'origine anthropique, c'est-à-dire imputées aux activités humaines
- Endémique (adjectif) : espèce présente dans une aire de répartition très limitée.
- Énergie éolienne ou énergie du vent : force motrice utilisée dans le déplacement de voiliers ou transformée au moyen d'un dispositif en éolienne ou un moulin à vent.
- Énergie fossile : combustible riche en carbone, par exemple issu de la transformation lente de matière organique enfouie dans le sol depuis plusieurs millions d'années.
- Énergie hydroélectrique ou hydroélectricité : énergie électrique renouvelable issue de la conversion de l'énergie hydraulique en électricité.
- Énergie nucléaire : énergie associée à la force de cohésion des nucléons (protons et neutrons), la force nucléaire forte au sein du noyau des atomes.
- Énergie propre : énergie renouvelables telles que l'énergie éolienne, l'énergie hydroélectrique, l'énergie solaire et la géothermie.
- Énergie renouvelable : source d'énergie qui est régénérée naturellement et rapidement, comme l'énergie solaire, éolienne, hydraulique, géothermique, etc.
- Énergie solaire photovoltaïque ou énergie photovoltaïque ou EPV : énergie électrique produite à partir du rayonnement solaire grâce à des capteurs.
- Enherbement : moyen de protéger les sols de l'érosion et des effets délétères d'une exposition directe à la pluie, au gel et aux UV solaires.
- Environnement : ensemble des conditions naturelles (physiques, chimiques, biologiques) et culturelles (sociologiques) susceptibles d’agir sur les organismes vivants et les activités humaines.
- Environnementalisme :  idéologie ou philosophie dont l'orientation de l'activité politique ou parapolitique vise au respect, à la protection, à la préservation ou à la restauration de l'environnement.
- Éolienne : dispositif transformant l'énergie cinétique du vent en énergie mécanique, dite énergie éolienne, qui est ensuite généralement transformée en énergie électrique.
- Éolienne en mer ou éolienne offshore : implantée au large des côtes plutôt que dans les terres, pour mieux utiliser l'énergie du vent.
- Épidémiosurveillance : surveillance préventive des maladies infectieuses humaines, animales et/ou végétales sur un territoire.
- Épigénétique : étude des mécanismes modifiant de manière réversible, transmissible et adaptative l'expression des gènes sans en changer les séquences.
- Épiphyte : espèce qui croît sur d'autres plantes sans en tirer sa nourriture.
- Épisode cévenol ou pluies cévenoles :  pluies particulièrement intenses et fréquentes affectant principalement les Cévennes.
- Épuration des eaux : ensemble de techniques consistant à purifier l'eau soit pour réutiliser ou recycler les eaux usées dans le milieu naturel, soit pour transformer les eaux naturelles en eau potable.
- Érosion du littoral : ou érosion côtière : recul du trait de côte, des couloirs de ravinement, qui se traduit par l'abaissement des plages et des petits fonds, des éboulements rocheux, des glissements de matériaux ponctuels ou en masse, suivant la hauteur, la pente et la nature de la falaise.
- Espèce envahissante ou espèces invasive ː espèce déplacée par l‘Homme en dehors de son aire de distribution naturelle et qui prolifère dans son nouvel environnement.
- Espèce ingénieure : espèces qui par leur seule présence et activité modifient significativement à fortement leur environnement.
- Espèce introduite : population identifiée présente ou maintenue présente artificiellement, en cours de naturalisation ou déjà naturalisée dans un territoire donné, ayant été importée par une intervention humaine (délibérée ou non).
- Espèce naturalisée : espèce introduite dans un nouvel environnement et qui s’y reproduit.
- Espèce pionnière : une des premières formes de vie qui colonisent ou recolonisent un espace écologique donné.
- Espèce protégée : espéce animale ou végétale menacée d'extinction.
- Étage benthique : espace vertical du domaine marin où les conditions, en fonction de la situation par rapport au niveau de la mer, sont sensiblement constantes.
- Éthique environnementale :  branche de la philosophie traitant de la protection de l'environnement.
- Étrépage : décaissage et exportation du sol superficiel et de la végétation, pratiqué en gestion des milieux et, autrefois, en agriculture.
- Eucaryotes : organismes unicellulaires ou multicellulaires se caractérisant par la présence d'un noyau et généralement d'organites spécialisés dans la respiration, en particulier mitochondries chez les aérobies mais aussi hydrogénosomes chez certains anaérobies.
- Europe Écologie Les Verts (EELV) appelé aujourd'hui Les Écologistes : parti politique écologiste et eurofédéraliste français.
- Eutrophisation : enrichissement de l’eau en matières organiques provoquant une prolifération végétale et bactérienne entraînant une désoxygénation prononcée de l'eau.
- Évaluation environnementale : évaluation d'un projet, d'un lieu, d'une stratégie, d'un plan, programme ou schéma au regard de ses conséquences sur l'environnement. Elle comprend donc une évaluation de la composition et des conditions de l'environnement biophysique (la part abiotique de l'environnement) et de l'environnement humain et non-humain (le vivant).
- Évaluation des écosystèmes pour le millénaire (EM), en anglais Millennium Ecosystem Assessment (MEA) : évaluation de l’ampleur et des conséquences des modifications subies par les écosystèmes dont dépend notre survie et le bien-être humain demandé par l'Organisation des Nations unies.
- Exploitation minière : activité d'extraction de la terre de métaux précieux ou d'autres matériaux utiles.
- Exploitation minière des fonds marins : récupération de minéraux et de gisements à des profondeurs de 200 mètres ou plus au fond de l'océan.
- Extinction de l'Holocène : extinction massive durant l’époque géologique acuelle de l’Holocène.
- Extinction des espèces : disparition totale d'une espèce ou d'un groupe de taxons, réduisant ainsi la biodiversité.
- Extinction massive ou crise écologique : événement relativement bref à l’échelle des temps géologiques au cours duquel au moins 50 % des genres et 10 % des familles d'espèces animales et végétales présentes sur la Terre et dans les océans disparaissent.
- Extinction Rebellion mouvement social écologiste international qui revendique l'usage de la désobéissance civile.
- Extractivisme : exploitation massive des ressources naturelles.

## F
- Facteurs anthropiques ; transformation de l'environnement liée la présence des êtres humains.
- Facteur de transcription : protéine nécessaire à l'initiation ou à la régulation de la transcription d'un gène chez tous les organismes vivants.
- Facteur limitant : facteur écologique qui par son absence ou sa quantité réduite au-dessous d’un minimum critique, ou lorsqu’il excède le niveau maximal tolérable, va exercer un rôle limitant sur l’espèce.
- Faune : ensemble des espèces animales présentes dans un espace géographique ou un écosystème déterminé.
- Faune sessile : Organismes très souvent marin, vivant seuls ou en colonies et fixés généralement sur une roche.
- Fédération nationale des syndicats d'exploitants agricoles (FNSEA) : syndicat majoritaire des agriculteurs.
- Feu de forêt est un incendie qui se propage sur une étendue boisée.
- Fixation du carbone en C4 : un des trois modes de fixation du carbone des plantes. Adapté aux milieux chauds ou arides, permet de limiter les pertes en eau, très commun chez les graminées tropicales.
- Flore : ensemble des espèces végétales présentes dans un espace géographique ou un écosystème déterminé.
- FNSEA (Fédération nationale des syndicats d'exploitations agricoles) : syndicat majoritaire des agriculteurs.
- Fracturation hydraulique : méthode de fracturation du sous-sol, notamment pour en extraire des matières.
- Fragmentation ou morcellement des écosystèmes/des habitats/écopaysagère/ écologique : tout phénomène artificiel de morcellement de l'espace pouvant empêcher des espèces de se déplacer.
- France Nature Environnement (FNE) : regroupement de très nombreuses associations œuvrant pour la sauvegarde de l'environnement.
- Forêt urbaine : forêt ou boisements poussant dans une aire urbaine permettant éventuellement les effets délétères du réchauffement climatique.
- Fréquence allélique : fréquence d'un allèle d’un variant dans une population

## G
- Gaz à effet de serre ou (GES) (émissions de...) : gaz (comme le dioxyde de carbone, le méthane, etc.) qui contribuent à l'effet de serre et au réchauffement de la planète.
- Génétique : étude les lois de l'hérédité.
- Génétique des populations : étude de la distribution et des changements de la fréquence des versions d'un gène (allèles) dans les populations d'êtres vivants.
- Génétique moléculaire : branche de la biologie et de la génétique, qui consiste en l’analyse de la fonction des gènes au niveau moléculaire.
- Génie génétique : Technique consistant à enlever, modifier ou ajouter des gènes à une molécule d'ADN [d'un organisme] de sorte à changer l'information qu'elle contient.
- Génie écologique : conduite de projets qui, dans sa mise en œuvre et son suivi, applique les principes de l'ingénierie écologique et favorise la résilience des écosystèmes.
- Génotype : ensemble de l’information génétique d’un individu.
- Géonomie : science des rapports entre les sociétés humaines et leur environnement naturel.
- Germinale (lignée) : ensemble des cellules allant des cellules souches aux gamètes.
- GIEC : Groupe d'experts intergouvernemental sur l’évolution du climat : organisme intergouvernemental chargé d'évaluer l'ampleur, les causes et les conséquences du changement climatique en cours
- Géotropisme : voir gravitropisme.
- Gestion des déchets : collecte, négoce, courtage, transport et traitement des rebuts. Réutilisation ou élimination des déchets principalement issus des activités humaines.
- Graminées ou Poaceae : très importante famille de plantes monocotylédones qui regroupe les espèces communément appelées herbes et céréales.
- Glycolyse : série de réactions catalysées par des enzymes qui dégradent une molécule de glucose en deux molécules de pyruvate.
- Glycoprotéines : protéines sur lesquelles des sucres sont ajoutées, sur les membranes cellulaires, elles favorisent les interactions entre les cellules.
- Goutte froide ou goutte d’air froid : en météorologie, volume limité d’air froid entouré d'isothermes fermées.
- Gravitropisme ou géotropisme : mouvement effectué par une plante soit vers le haut (tiges) soit vers le bas (racines).
- Greenwashing : méthode de marketing consistant à communiquer auprès du public en utilisant l'argument écologique de manière trompeuse pour améliorer son image.
- Greta Thunberg : militante écologiste suédoise.
- Guerrilla gardening : mouvement d'activisme politique, utilisant le jardinage comme moyen d'action environnementaliste, pour défendre le droit à la terre.
- Gulf Stream : courant océanique chaud, de surface, prenant sa source entre la Floride et les Bahamas, le long de la côte est des États-Unis et qui se disperse dans l'océan Atlantique quelque part au large de la Nouvelle-Écosse et de Terre-Neuve tout en se prolongeant par d'autres courants marins.

## H
- Habitat : ensemble d'éléments constituant l'environnement biophysique et offrant les ressources naturelles suffisantes pour permettre à une population d'une espèce de vivre et se reproduire normalement sur ce territoire.
- Haute qualité environnementale : concept environnemental français enregistré comme marque commerciale et accompagné d'une certification « NF Ouvrage Démarche HQE » par l'AFNOR concernant les bâtiments.
- Hémiparasite : plante puisant sa sève brute dans une plante hôte, mais produisant sa sève élaborée grâce à la photosynthèse.
- Hétérotrophie : mode de nutrition des organismes vivants qui se nourrissent de matière organique.
- Histoire de la recherche sur le changement climatique : décrit la découverte et l'étude des principes scientifiques liés au changement climatique provoqué par les activités humaines depuis le milieu du XXe siècle et la relation avec les changements climatiques naturels des cycles glaciaires.
- Holisme : tendance à constituer des ensembles qui sont supérieurs à la somme de leurs parties, au travers de l'évolution créatrice.
- Holobionte ou supraorganisme : assemblage d'espèces hôtes (animal, végétal, fongique…) et d'autres espèces comme les micro-organismes) vivant à l'intérieur de cet organisme, sur son enveloppe ou à proximité.
- HRI : indicateur de l'utilisation de produits phytosanitaires
- Humus : couche supérieure du sol résultant de la décomposition de la matière organique.
- Hydrobiologie ; science qui étudie la faune aquatique peuplant les rivières et les cours d'eau.
- Hydrochorie : transport et dispersion des graines des végétaux ou des diaspores par l'intermédiaire de l'eau.
- Hydrologie : science concernant tous les aspects du cycle de l'eau, c'est-à-dire les échanges entre la mer, l'atmosphère , la surface terrestre (limnologie) et le sous-sol (hydrogéologie).

## I
- Îlot de chaleur urbain (ICU) : élévation localisée des températures, particulièrement des températures maximales diurnes et nocturnes, enregistrées en milieu urbain par rapport aux zones rurales ou forestières voisines ou par rapport aux températures moyennes régionales.
- Impact écologique de la pêche : ensemble des effets de la pêche sur la faune et sur les sites d'exploitation des ressources.
- Impact environnemental : ensemble des changements qualitatifs, quantitatifs et fonctionnels de l'environnement (négatifs ou positifs) engendrés par un projet, un procédé, ou des produits, de sa conception à sa fin de vie.
- Impact environnemental du numérique : ensemble des effets des technologies de l'information et de la communication sur l'environnement.
- Impact climatique du transport aérien : contribution au changement climatique de l'aviation utilisée pour le transport de personnes et de marchandises.
- Impact de l'agriculture sur l’environnement : ensemble des effets des différentes activités agricoles positives ou négatives sur l’environnement.
- Impacts des pollutions anthropiques sur les récifs coralliens : conséquences de l'activité humaine sur la santé et la survie des barrières de corail.
- Incendie de forêt : feu qui se propage sur une étendue boisée.
- Indicateur biologique : espèce végétale, fongique, animale ou bactérienne ou groupe d'espèces dont la présence ou l'état renseigne sur certaines caractéristiques écologiques de l'emplacement où elle se trouve.
- Ingénierie écologique : ensemble des connaissances scientifiques, des techniques et des pratiques qui prend en compte les mécanismes écologiques, appliqué à la conception et à la réalisation d’aménagements ou d’équipements, et qui est propre à assurer la protection de l’environnement.
- Insolation : quantité d'énergie solaire reçue par unité de surface (proche d'ensoleillement).
- Interactions mutualistes : Interaction entre deux espèces à bénéfice réciproque (proche de symbiose).
- Interférons : protéines faisant partie des cytokines, elles ont une action contre tout agent pathogène (virus, bactérie et parasite) et stimulent les cellules immunitaires.
- Interspécifique : (adjectif) relations qui s’établissent entre des individus appartenant à des espèces différentes.
- Intraspécifique : (adjectif) relations qui s’établissent entre des individus appartenant à une seule et même espèce.
- Ionosphère : haute atmosphère terrestre où l’air est partiellement ionisé.
- IPBES (en anglais) Plateforme Intergouvernementale Scientifique et Politique sur la Biodiversité : groupe international d'experts sur la biodiversité
- Isotope : élément chimique ayant le même nombre de protons et d’électrons mais un nombre différent de neutrons.
- IUCN (ou UICN) Union internationale pour la conservation de la nature : organisation intergouvernementale consacrée à la conservation de la nature.

## J
- Jardin de toiture : mise en place de cultures de végétaux sur les toits des bâtiments.

## L
- Lessivage ou Lixiviation : processus vers le bas des minéraux du sol entraîné par la percolation de l’eau.
- Les Écologistes appelé Europe Écologie Les Verts (EELV) : parti politique écologiste et eurofédéraliste français.
- Liste rouge des espèces menacées de l'UICN : inventaire mondial le plus complet de l'état de conservation global des espèces végétales et animales.
- Lithosphère : enveloppe rigide de la surface de la Terre. Elle comprend la croûte terrestre et une partie du manteau supérieur.
- Loi climat et résilience : loi 2021-1104 portant lutte contre le dérèglement climatique et renforcement de la résilience face à ses effets.
- Lombricompostage : amendement organique de qualité agronomique, qui se produit par la transformation de fumiers ou de déchets organiques domestiques par des vers du fumier.
- Low-tech : techniques durables, simples, appropriables, résilientes produisant des objets facilement réparables et adaptables.
- Lutte biologique : méthode de lutte contre les nuisibles tels que les ravageurs des cultures, les maladies, ou les (plantes adventices) au moyen d'organismes vivants antagonistes.

## M
- Macrophagie : mode de nutrition d’un organisme vivant qui se nourrit de proies de grande taille par rapport à lui.
- Magnétosphère : région extérieure à la Terre où est localisé le champ magnétique engendré par cette planète.
- MaPrimeRénov' : dispositif du soutien public à la rénovation énergétique, crédit d’impôt pour la transition énergétique réservé aux propriétaires occupants aux revenus modestes.
- Matériaux biosourcés : matériaux issus de la matière organique renouvelable (biomasse), d'origine microbienne, végétale, fongique ou animale.
- Matière inorganique : non formée d'un squelette carboné.
- Méga-bassine : retenue d'eau destinée au stockage agricole de l'eau.
- Méthanisation : processus biologique de biodégradation anaérobie des matières organiques.
- Microbiote : ensemble des micro-organismes — bactéries, microchampignons, protistes — vivant dans un environnement spécifique, le microbiome, chez un hôte (animal végétal ou dans le sol ou dans l'air.
- Microplastique : petites particules de matière plastique qui s'accumulent dans l'environnement.
- Microphage : se dit des organismes qui se nourrissent de très petites proies.
- Microplastique : petites particules de matière plastique qui s'accumulent dans l'environnement.
- Mix énergétique : répartition des différentes sources d'énergies primaires consommées dans une zone géographique donnée.
- Module : moyenne des débits annuels moyens d’un cours d’eau sur une période d’observation exprimé en m3/s.
- Monétarisation de la nature : fait de donner une valeur monétaire à la nature, à l'environnement ou à un de ses éléments écologiques
- Montée des eaux ou élévation du niveau de la mer : phénomène observable au niveau mondial depuis le début du XXe siècle  résultant du réchauffement climatique
- Mycorhize : association symbiotique entre les racines des plantes et des champignons du sol.
- Mycoremédiation : capacité de certains champignons de récupérer certaines substances polluantes dans les sols.

## N
- Nanoparticule : nano-objet dont les trois dimensions externes sont à l'échelle nanométrique, c'est-à-dire une particule dont le diamètre nominal est inférieur à 100 nm environ.
- Nappe phréatique ː expression désignant les parties du sous-sol saturées en eau.
- Naturalisée : se dit d'une espèce exotique dont les populations introduites dans un milieu se reproduisent de façon sexuée[1].
- Néguentropie : entropie négative », variation générant une baisse du degré de désorganisation d'un système.
- Néonicotinoïdes : classe d'insecticides systémiques agissant sur le système nerveux central des insectes utilisées principalement en agriculture pour la protection des plantes.
- Neutralité carbone : état d'équilibre à l'échelle mondiale entre les émissions de gaz à effet de serre (GES) d'origine humaine et leur retrait de l'atmosphère par l'homme ou de son fait.
- Nimby : acronyme de l'expression anglaise «'Not In My BackYard», signifiant littéralement « pas dans mon arrière-cour ». Il décrit l'opposition de résidents à un projet local d’intérêt général dont ils considèrent qu’ils subiront des nuisances.
- Niveaux trophiques : rang occupé par un être vivant au sein d’une chaîne alimentaire.
- NODU ou "NOmbre de Doses Unités" : indicateur de suivi du recours aux produits phytosanitaires défini dans le cadre du plan Écophyto.
- Noyau (biologie) : dans une cellule vivante, le noyau contient le génome, constitué d’ADN.
- Noyau (Terre) : constitué de fer et de nickel, situé sous le manteau de silicates.
- Nuage anthropogénique (ou nuage anthropique ou nuage artificiel) : nuage dont la formation et/ou la persistance sont artificiellement induites par les activités humaines.
- Nucléotide : èlément de base d’un acide nucléique tel que l’ADN ou l’ARN.

## O
- Objectifs de développement durable (ODD) : désigne les dix-sept objectifs établis par les états membres des Nations unies et qui sont rassemblés dans l'Agenda 2030.
- Observatoire national de la biodiversité (ONB) : dispositif partenarial piloté et animé par l'Office français de la biodiversité.
- Observatoire national de la mer et du littoral (ONML) : Observatoire de l'environnement  collectant et centralisant des données géographiques, démographique, climatique, économiques, sociologiques et environnementales sur la mer et le littoral.
- Observatoire national sur les effets du réchauffement climatique (ONERC) : organisme français dont le but est d'aider à prendre en compte les problèmes liés à une aggravation du réchauffement climatique.
- Office français de la biodiversité (OFB) : établissement public de l'État chargé de surveiller les milieux terrestres, aquatiques et marins, pour préserver la biodiversité, ainsi que d'assurer la gestion équilibrée et durable de l'eau en coordination avec la politique nationale de lutte contre le réchauffement climatique.
- Oligotrophe : contraire d'un milieu eutrophe, milieu particulièrement pauvre en éléments nutritifs, généralement une masse d'eau, pauvre en nutriments.
- Organisation météorologique mondiale (OMM) : institution spécialisée des Nations unies dont le rôle est de participer à l'élaboration des normes qui permettent la standardisation des mesures météorologiques, leur échange international pour la veille et la prévision météorologique
- Osmotrophie : mode d’alimentation consistant à se nourrir à partir de substances dissoutes. Elle est assurée par diffusion d’ions ou de petites molécules au travers de la membrane cytoplasmique.
- Oxysulfure de carbone ou sulfure de carbonyle (COS) : gaz toxique et inflammable, principalement émis dans l'environnement par les sols.

## P
- Paléoécologie : étude des relations entre les êtres vivants fossiles avec leur milieu de vie, sous les aspects physico-chimiques (paléobiotope) aussi bien que biologiques (paléobiocénose).
- Parasitoïde : organisme se développant sur ou dans un autre organisme en deux phases : d’abord biotrophe puis prédateur, amenant à la mort finale de l’hôte.
- Parc éolien ou centrale éolienne ou ferme éolienne : ensemble d'éoliennes installées dans le but de produire de l'électricité.
- Pêche durable : application à la pêche des principes du développement durable.
- Pergélisol ou permafrost : partie d'un cryosol gelée en permanence, au moins pendant deux ans, et de ce fait rendue imperméable.
- Permafrost ou pergélisol : terme géologique désignant un sol dont la température se maintient en dessous de 0 °C pendant plus de deux ans consécutifs. Il occupe plus de 20% de la surface terrestre.
- Pesticide : substance utilisée pour lutter contre des organismes considérés comme nuisibles. C'est un terme générique qui rassemble les insecticides, les fongicides, les herbicides et les parasiticides utilisés pour leurs propriétés biocides.
- PFAS ou substances per- et polyfluoroalkylées : polluants persistants dans l’environnement, autrefois aussi dénommées composés perfluorés. Ce sont des composés organofluorés synthétiques.
- Phénologie : étude de l'apparition d'événements périodiques dans l'écosystème, déterminée par les variations saisonnières du climat.
- Phénotype : ensemble des traits observables d'un organisme. Opposé à génotype.
- Phéromone ou phérormone ou encore phérohormone : substance chimique émise par la plupart des animaux et certains végétaux qui agit auprès des individus d'une même espèce.
- Photodégradation : détérioration moléculaire du plastique due à son exposition à des rayonnements surtout ultraviolets (UV).
- Photosynthèse : processus permettant à des organismes de fabriquer de la matière organique en utilisant la lumière, l'eau et le dioxyde de carbone.
- Phototropisme : capacité d'un organisme vivant à s'orienter par rapport à la lumière.
- Phylogénie : étude des liens de parenté entre les êtres vivants et ceux qui ont disparu permettant de retracer les principales étapes de l’évolution des organismes depuis un ancêtre commun et d’établir les relations de parentés entre les êtres vivants.
- Phytoplancton : organismes généralement unicellulaire s autotrophes vivant dans les eaux douces, saumâtres et salées. Il comprend des protistes, comme des dinoflagellés, et des bactéries telles que les cyanobactéries (anciennement « algues bleu-vert »).
- Phytoremédiation : capacité de certaines plantes à capturer par leurs racines des substances chimiques polluantes dans les sols et à  les bloquer dans leurs cellules. Ces plantes servent ainsi de dépoluants.
- Phytosociologie : processus permettant à des organismes vivants tels que les végétaux de fabriquer de la matière organique grâce à la lumière, l'eau et le dioxyde de carbone.
- Pic pétrolier : sommet de la courbe de l'extraction mondiale de pétrole avant de connaître par la suite un déclin dû à l'épuisement progressif des réserves de pétrole contenues dans le sous-sol terrestre.
- Piège à carbone : voir Puits de carbone.
- Plaine d'inondation : zone de terre généralement plate, proche des rivières, fleuves ou tout cours d'eau, qui peut subir des inondations.
- Planification écologique : processus multidisciplinaire visant à intégrer la préservation et la restauration des écosystèmes naturels.
- Plante pionnière :une des premières formes de vie qui colonisent ou recolonisent un espace écologique donné.
- Plastique biodégradable : photodégradation des polymères.
- Plateforme intergouvernementale scientifique et politique sur la biodiversité et les services écosystémiques (IPBES) : groupe international d'experts sur la biodiversité.
- Politique environnementale (ou politique écologique ou politique verte) : mise en place de politiques visant à protéger l'environnement.
- Pollinose : allergie causée par le pollen de certains arbres, plantes, herbacées et graminées en augmentation à la suite de l'évolution du climat.
- Pollution : introduction dans un milieu de substances, de chaleur ou de bruit ayant un impact néfaste sur l'environnement, la santé humaine ou les écosystèmes.
- Pollution de l'air ou pollution atmosphérique : altération de la qualité de l'air pouvant être caractérisée par des mesures de polluants chimiques, biologiques ou physiques. Elle peut avoir des conséquences préjudiciables sur la santé humaine, sur les êtres vivants, sur le climat et sur les biens matériels.
- Pollution de l'eau : altération de la qualité de l’eau à cause de produits polluants.
- Pollution des sols : toutes les formes de pollution, touchant n'importe quel type de sol, notamment agricole, forestier et urbain. En particulier les résidus toxiques liés à des activités agricoles ou industrielles.
- Pollution lumineuse : effet de la lumière d'origine humaine sur l'environnement.
- Pompe biologique ou  Pompe à carbone : série de processus biologiques conduisant à transporter le carbone de la zone photique vers les fonds marins.
- Population : ensemble des individus d'une même espèce occupant le même milieu.
- Prédation : consommation partielle ou entière d'une ou plusieurs espèces par une autre espèce.
- Procaryote : micro-organisme unicellulairequi ne comporte pas de noyau, et presque jamais d'organites membranés . Les procaryotes actuels sont les bactéries et les archées.
- Production d'eau potable : traitement, permettant de produire de l'eau potable à partir d'une eau naturelle plus ou moins polluée
- Production primaire : production de matière organique végétale (biomasse), issue de la photosynthèse, par des organismes autotrophes, dits producteurs.
- Production secondaire : production de matière organique par des organismes  qui se nourrissent de matière végétale.
- Produit chimique ou substance chimique : tout échantillon de matière de composition chimique définie et présentant des propriétés caractéristiques (couleur, odeur, densité, point de fusion, etc.), indépendamment de son origine.
- Produit phytosanitaire : ou produit de protection des plantes ou produit phytopharmaceutique (PPP) : substance, ou mélange de substances, utilisé pour protéger les plantes cultivées et les produits agricoles stockés contre les différents types de bioagresseurs.
- Protection des espèces en voie de disparition : ou conservation de la vie sauvage ou conservation) ou conservation de la faune et de la flore :  pratique de la protection des espèces animales et végétales sauvages.
- Protocole de Kyoto : accord international visant à la réduction des émissions de gaz à effet de serre.
- Puits de carbone ou puits CO2 :  carbone (naturel ou artificiel) séquestré durant un temps très long par rapport à celui résident dans l'atmosphère.
- Pyramide écologique ou pyramide trophique : représentation graphique montrant des rapports entre différentes catégories d'espèces correspondant à différents niveaux trophiques.

## Q
- Qualité de l'air intérieur (QAI) : paramètres de confort (température, hygrométrie) et de la composition de l'air dans les environnements clos.
- Qualité de l'eau : caractérissation de l'eau du point de vue physico-chimique, biologique et hydromorphologique.

## R
- Recyclage : processus de transformation des déchets en matériaux réutilisables afin de réduire la consommation de ressources naturelles.
- Réduction des émissions : action de diminution de gaz à effet de serre dues à la déforestation et à la dégradation des forêts
- Réensauvagement : soit la réimplantation d'espèces animales disparues depuis plusieurs siècles ou millénaires, soit simplement l'absence d'intervention humaine, dans une région donnée, ou encore sur une surface très limitée.
- Régime hydrologique : le régime d'un cours d'eau désigne les variations saisonnières de son débit, c’est-à-dire l’alternance entre les basses eaux et les hautes eaux.
- Réhabilitation écologique d'un milieu, d'une friche industrielle : restauration de l'écosystème présent antérieurement, ou à plus forte naturalité.
- Rejets carbonés :  émission de dioxyde de carbone.
- Remembrement (rural) : constitution d'exploitations agricoles d’un seul tenant sur de plus grandes parcelles afin de faciliter l'exploitation des terres.
- Renaturation ou renaturalisation : désigne notamment les processus par lesquels les espèces vivantes recolonisent spontanément un milieu ayant subi des perturbations écologiques.
- Rénovation énergétique : travaux du bâtiment visant à diminuer la consommation énergétique du bâtiment et de ses habitants ou utilisateurs et décarboner les énergies utilisées pour le confort thermique.
- Reproduction végétative : mode de multiplication permettant aux organismes végétaux de se multiplier sans reproduction sexuée. On parle aussi de reproduction clonale.
- Réseau trophique : ensemble systèmes par lesquelles l'énergie et la biomasse circulent  entre les différents niveaux de la chaîne alimentaire.
- Réserve mondiale de semences du Svalbard : chambre forte souterraine destinée à conserver dans un lieu sécurisé des graines de toutes les cultures vivrières de la planète et ainsi préserver la diversité génétique.
- Résilience écologique : capacité d’un écosystème à se régénérer et à revenir à l’état avant perturbation.
- Résistance aux pesticides : trait héréditaire confèrant à un organisme la faculté de survivre à une application de pesticides à des doses létales pour la plupart des individus de la même espèce.
- Ressource naturelle : substance ou organisme présent dans la nature faisant l'objet d'une utilisation pour satisfaire les besoins (énergies, alimentation, agrément des humains, animaux ou végétaux).
- Restauration écologique : ensemble de pratiques sur des milieux dégradés (naturels, semi-naturels, industriels ou urbains) avec l'objectif d'y restaurer la biodiversité, le bon état écologique, un paysage de qualité ou un état disparu.
- Retenue de substitution ou méga bassine : retenue d'eau destinée au stockage agricole de l'eau.
- Rhizobium : bactéries aérobies du sol symbiotiques avec les Fabaceae. Elles se trouvent sur les racines formant des nodosités où elles fixent et réduisent l’azote atmosphérique essentiel pour la croissance des végétaux.

## S
- Sans labour Technique de travail du sol favorisant l'agriculture de conservation.
- Saprophyte ou saprobionte : qui tire les substances qui lui sont nécessaires des matières organiques en décomposition. Champignons saprophytes.
- Sapromasse ou nécromasse ː masse de matière organique morte présente dans une parcelle, un volume ou un écosystème donné.
- Saproxylation : décomposition du bois par des organismes saproxyliques ou xylophages.
- Sélection naturelle : théorie de Darwin sur l'évolution, selon laquelle l'élimination naturelle des individus les moins aptes permet  à d'autres espèces de se perfectionner au cours des générations successives.
- Semis direct ː technique de semis sans labour.
- Service écosystémique : services rendus par les écosystèmes dont certains sont vitaux pour de nombreuses espèces ou groupes d'espèces.
- Shift Project (abrégé « TSP » ou « le Shift ») : association française ayant pour objectif l'atténuation du changement climatique et la réduction de la dépendance de l'économie aux énergies fossiles, particulièrement au pétrole.
- Sixième extinction :ou extinction de l'Holocène : nom donné à l'extinction massive et étendue des espèces durant l'époque contemporaine.
- Sobriété numérique : démarche visant à réduire l'impact environnemental du numérique  par une approche responsable de l’utilisation des outils numériques
- Sociobiologie : étude des fondements biologiques des comportements sociaux.
- Solastalgie : forme de souffrance et de détresse psychique ou existentielle causée par la conscience des changements environnementaux en cours.
- Sortie des combustibles fossiles : abandon progressif des combustibles fossiles dans tous les secteurs où ils sont utilisés : la production d'électricité, le chauffage, les transports et l'industrie.
- Sortie du nucléaire civil : arrêt de l'utilisation de l'énergie nucléaire pour la production d'électricité.
- (Les) Soulèvements de la terre : mouvement écologiste radical et contestataire français.
- Spéciation : formation, au cours de l'évolution biologique, d'espèces distinctes, génétiquement isolées les unes par rapport aux autres.
- Strate (botanique) ou étage, strate végétale : niveaux d'étagement vertical d'un peuplement végétal
- Stratégie nationale bas carbone (SNBC), ou « stratégie nationale de développement à faible intensité de carbone » : feuille de route pour la France qui vise a assurer la transition énergétique.
- Stratégie nationale pour la biodiversité : déclinaison de la stratégie nationale de développement durable (SNDD), devant répondre à des enjeux locaux comme aux orientations de la Convention pour la diversité biologique.
- Sub-spontanées : espèces cultivées se reproduisant de façon de façon autonome par multiplication végétative à partir d'un pied mère[1]
- Substance active : substance ou micro-organisme exerçant une action sur ou contre des organismes nuisibles.
- Substance chimique ou produit chimique : échantillon de matière présentant des propriétés caractéristiques (couleur, odeur, densité, point de fusion, etc.), indépendamment de son origine.
- Substances per- et polyfluoroalkylées ou PFAS : microplastiques classés comme "polluants éternels".
- Succession écologique : processus naturel d'évolution et de développement d'un écosystème.
- Sulfure de carbonyle (COS) : gaz toxique et inflammable, principalement émis dans l'environnement par les sols.
- Superorganisme : organisme composé de nombreux individus, en général une unité d'animaux eusociaux, où la division du travail est hautement spécialisée et où les individus isolés ne sont pas aptes à vivre par eux-mêmes sur de longues périodes.
- Surpêche : fait de prélever une partie trop importante de la production naturelle d'un produit marin donné.
- Surpopulation : état démographique caractérisé par le fait que le nombre d'individus d'une espèce vivante excède la capacité de charge de son habitat.
- Svalbard Global Seed Vault ou réserve mondiale de semences du Svaltbard : chambre forte souterraine destinée à conserver dans un lieu sécurisé des semences des cultures vivrières de la planète.
- Symbiose : association durable entre deux organismes vivants permettant un bénéfice réciproque.
- Synécologie : étude des relations entre les populations d'espèces vivantes.
- Syndrome d'effondrement des colonies d'abeilles : phénomène de mortalité anormale et récurrente des colonies d'abeilles domestiques.
- Systémique : qualifie un produit qui agit sur tous les organes d'une plante.
- Systématique ; Science des classifications des êtres vivants, des taxons.

## T
- Taxe carbone : taxe environnementale sur les émissions de dioxyde de carbone qui vise à réduire celles-ci, dans le but de contrôler le réchauffement climatique.
- Taxinomie ou taxonomie : branche des sciences naturelles ayant pour objet l'étude de la diversité du monde vivant en décrivant en termes d'espèces les organismes vivants et à les organiser en catégories hiérarchisées appelées taxons.
- Technologies numériques et durabilité environnementale : rôle des technologies de l'information et de la communication dans le développement durable.
- Technologie verte ou cleantech : ensemble de techniques visant l'amélioration de la qualité de l'environnement par la réduction des rejets toxiques dans l'air, dans l'eau ou dans le sol, par l'économie de ressources, l'utilisation de ressources renouvelables.
- TFA ou acide trifluoroacétique : acide carboxylique fort acide carboxylique fort polluant des eaux.
- Thermocline : dans un lac ou dans l’océan, c’est une zone de transition thermique rapide entre les eaux superficielles (généralement plus chaudes et oxygénées) et les eaux profondes (généralement plus froides et anoxiques)..
- The Shift Project : think tank visant à réduire l'utilisation du carbone.
- TotalEnergies : multinationale de production et de fourniture d’hydrocarbures et d’autres sources d’énergies : pétrole et biocarburants, gaz naturel et gaz verts, énergies renouvelables et électricité.
- Tourbière : zone humide dont le sol contient une grande quantité de matière organique.
- Traité des Nations Unies sur la haute mer ou en anglais Biodiversity Beyond National Jurisdiction treaty (BBNJ) : instrument juridique contraignant visant à la conservation et l'utilisation durable de la diversité biologique marine y compris dans les eaux internationales.
- Traité international contre la pollution plastique : accord international entre les États membres de l'ONU portant sur l'ensemble du cycle de vie des plastiques, y compris les phases de conception, de production et d'élimination.
- Traité international sur les ressources phytogénétiques pour l'alimentation et l'agriculture (TIRPAA) : accord sur les droits à l'utilisation des ressources génétiques des espèces végétales mondiales.
- Trame verte et bleue : un réseau formé de continuités écologiques terrestres et aquatiques.
- Transition écologique : ensemble de principes et de pratiques provenant des observations d'individus, de groupes, de villages, villes ou communes, ayant travaillé sur les problématiques de résilience, d'économie en boucle et de réduction des émissions de CO2.
- Travail superficiel du sol ː permet de préparer le sol pour les semis sans perturber profondément la vie du sol.

## U
- Union internationale pour la conservation de la nature (UICN) organisation intergouvernementale consacrée à la conservation de la nature*
- United Nations Ocean Conference (UNOC) : conférence des Nations unies destinée à la conservation des océans,
- Upwelling : remontée vers la surface des eaux froides profondes, le long de certains littoraux océaniques.

## V
- Variabilité : indicateur de dispersion mesurant la variabilité des valeurs d’une série statistique.Principalement la variance, l'écart-type et l'écart interquartile.
- Végétal local est une espèce indigène ou un taxon, ou un groupement végétal dont la présence est ancienne. C'est aussi une marque développée pat l'OFB.
- Verdissement dans le sens de greenwashing : méthode de marketing consistant à communiquer auprès du public en utilisant l'argument écologique de manière trompeuse afin d'améliorer son image.
- Vermicompostage :  amendement organique de qualité agronomique produit par la transformation de fumiers ou de déchets organiques domestiques par des vers du fumier.

## X
- Xérophyte : plante adaptée à un milieu aride.
- Xylophage : organisme vivant se nourrissant de bois, lignivore étant un terme plus générique.

## Z
- Zéro artificialisation nette (ZAN) : mesure visant à ralentir et compenser l'artificialisation des sols en France.
- ZNIEFF : zone naturelle d'intérêt écologique, faunistique et floristique est un espace naturel inventorié en raison de son caractère remarquable
- Zone à défendre (ZAD) : néologisme militant pour désigner des espaces occupés illégalement par des activistes dans le but de s'opposer à des projets de construction jugés néfastes pour l'environnement.
- Zone à faibles émissions (ZFE), ou zone de basses émissions : zone urbaine dont l'accès est réservé aux véhicules les moins polluants.
- Zones humides : terrains, exploités ou non, habituellement inondés ou gorgés d'eau douce, salée ou saumâtre de façon permanente ou temporaire, ou dont la végétation, quand elle existe, y est dominée par des plantes hygrophiles pendant au moins une partie de l'année.
- Zone hyporhéique : ensemble des sédiments saturés en eau, situés au-dessous et à côtés d'un cours d'eau, contenant une certaine quantité d'eau de surface.
- Zone inondable :  zone sujette à la submersion.
- Zone naturelle d'intérêt écologique,  faunistique et floristique (en abrégé ZNIEFF) est un espace naturel inventorié en raison de son caractère remarquable.
- Zone photique : zone aquatique d’un lac ou d’un océan exposée à une lumière suffisante pour que la photosynthèse s'y produise.
- Zoogéographie : étude de la répartition des espèces animales sur la Terre.